# Gustaf Fjæstad
Gustaf Adolf Christensen Fjæstad (Stoccolma, 22 dicembre 1868 – Arvika, 17 luglio 1948) è stato un pittore e designer svedese celebre per i suoi dipinti che ritraggono paesaggi invernali.

## Biografia

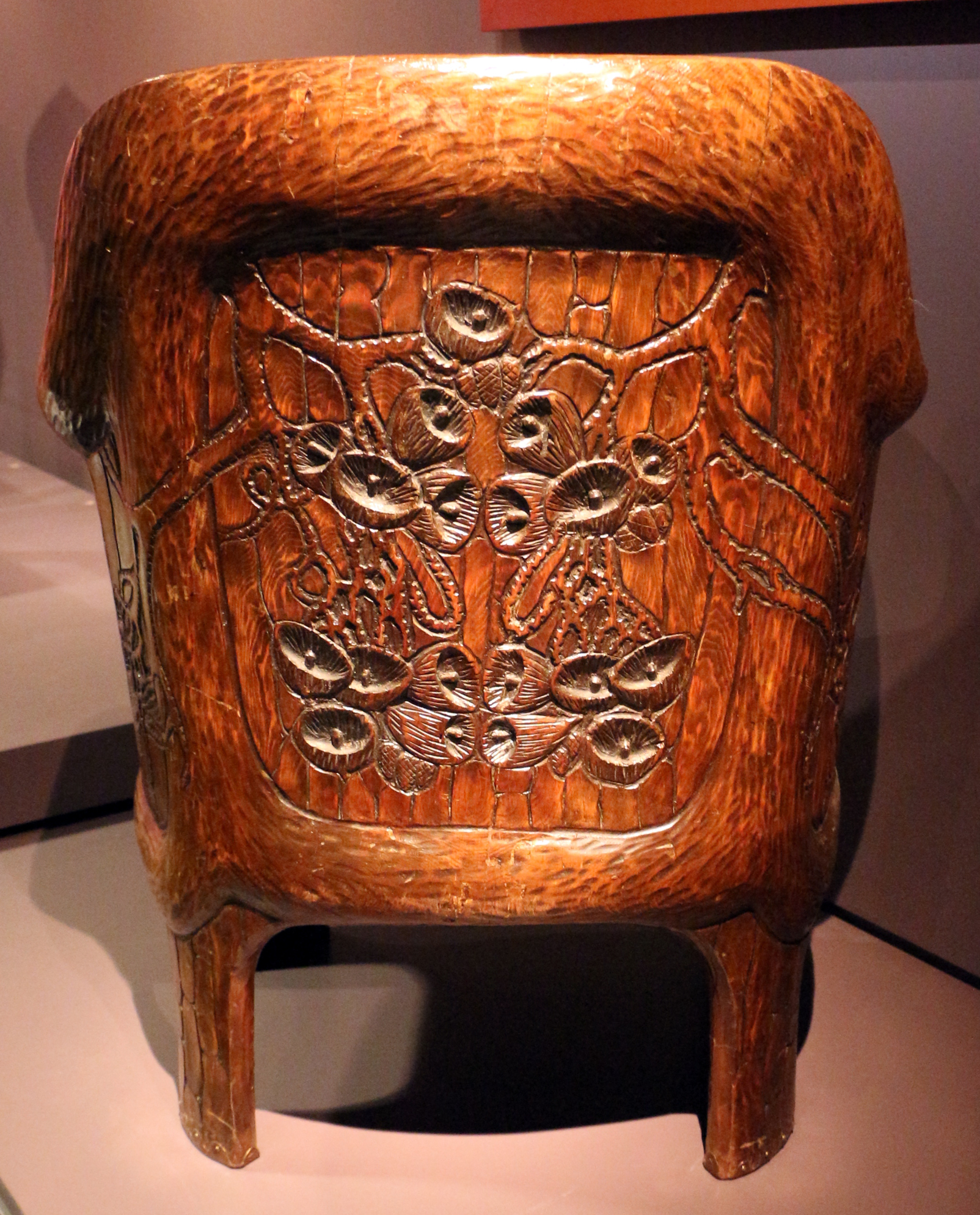
Poltrona in legno (1905 circa)

Gustaf Fjæstad nacque a Stoccolma nel 1868 da Peder Christensen, calzolaio, e Kristina Andersson. 
Studiò dapprima presso la Reale Accademia delle Belle Arti nel 1891-92 e l'anno successivo alla Konstnärsförbundets skola. Nel 1893 fu assistente di Bruno Liljefors durante i suoi lavori decorativi per il museo biologico (Stoccolma) e poi di Carl Larsson quando dipinse gli affreschi del Museo nazionale di Stoccolma.
Nel 1898 sposò Maria Hellén, una giovane artista che aveva studiato anch'ella nella scuola d'arte Konstnärsförbundets. Influenzati dalle idee romantiche nazionali che circolavano nel Konstnärsförbundet skola, la coppia si trasferì nel Värmland sul lago Racken dove fondò il cosiddetto Rackstadgruppen al quale partecipavano Björn Ahlgrensson, Bror Lindh e Fritz Lindström.
Nel 1908 tenne la sua prima mostra personale a Stoccolma. Nel 1910 espose nuovamente a Stoccolma, nel 1914 a Berlino e nel 1927 a Londra. Nel 1932, una grande mostra delle sue opere fu esposta al Värmlands Museum.
I suoi dipinti si trovano, tra gli altri, nel Nationalmuseum, nella Galleria Thiel di Stoccolma e nel Museo d'arte di Göteborg.
Oltre alla pittura, Gustaf Fjæstad si dedicò alla lavorazione del legno. Dipinse motivi per arazzi e disegnò mobili che venivano realizzati da falegnami locali.

## Attività sportiva
Fu un abile pattinatore di velocità e come ciclista, nel 1892 vinse il Mälaren Runt inaugurale intorno al lago Mälaren.

## Galleria d'immagini

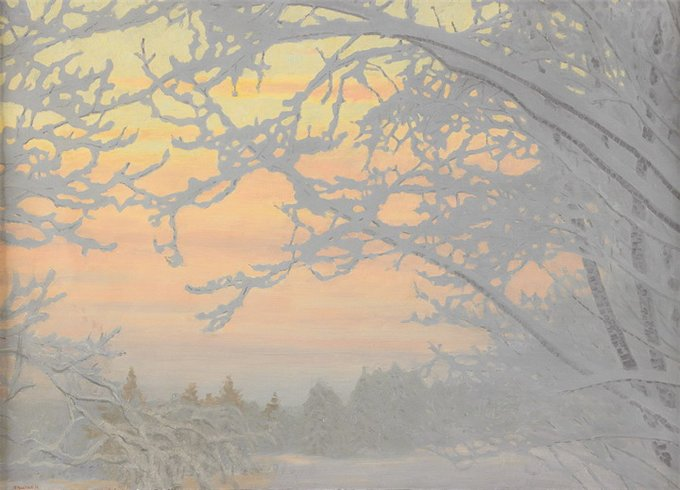
Fredda sera d'inverno (1897)
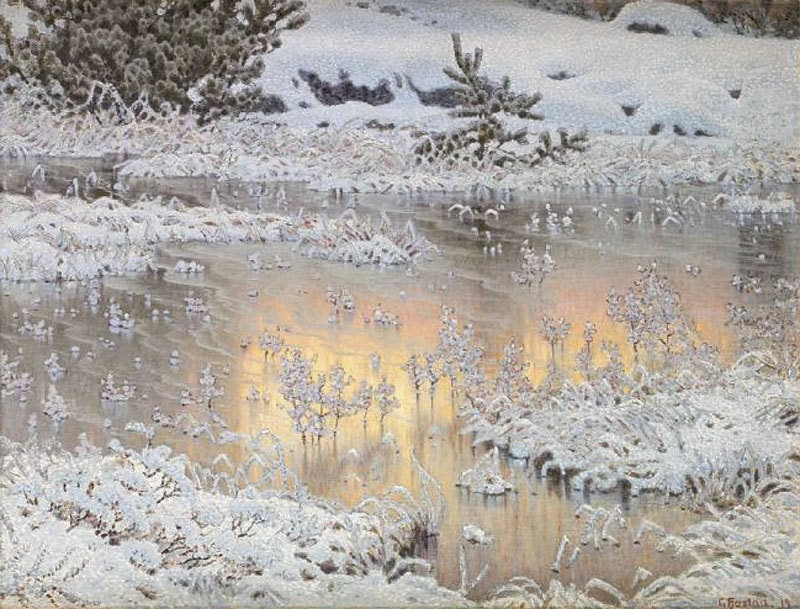
Gelida mattina (1919)
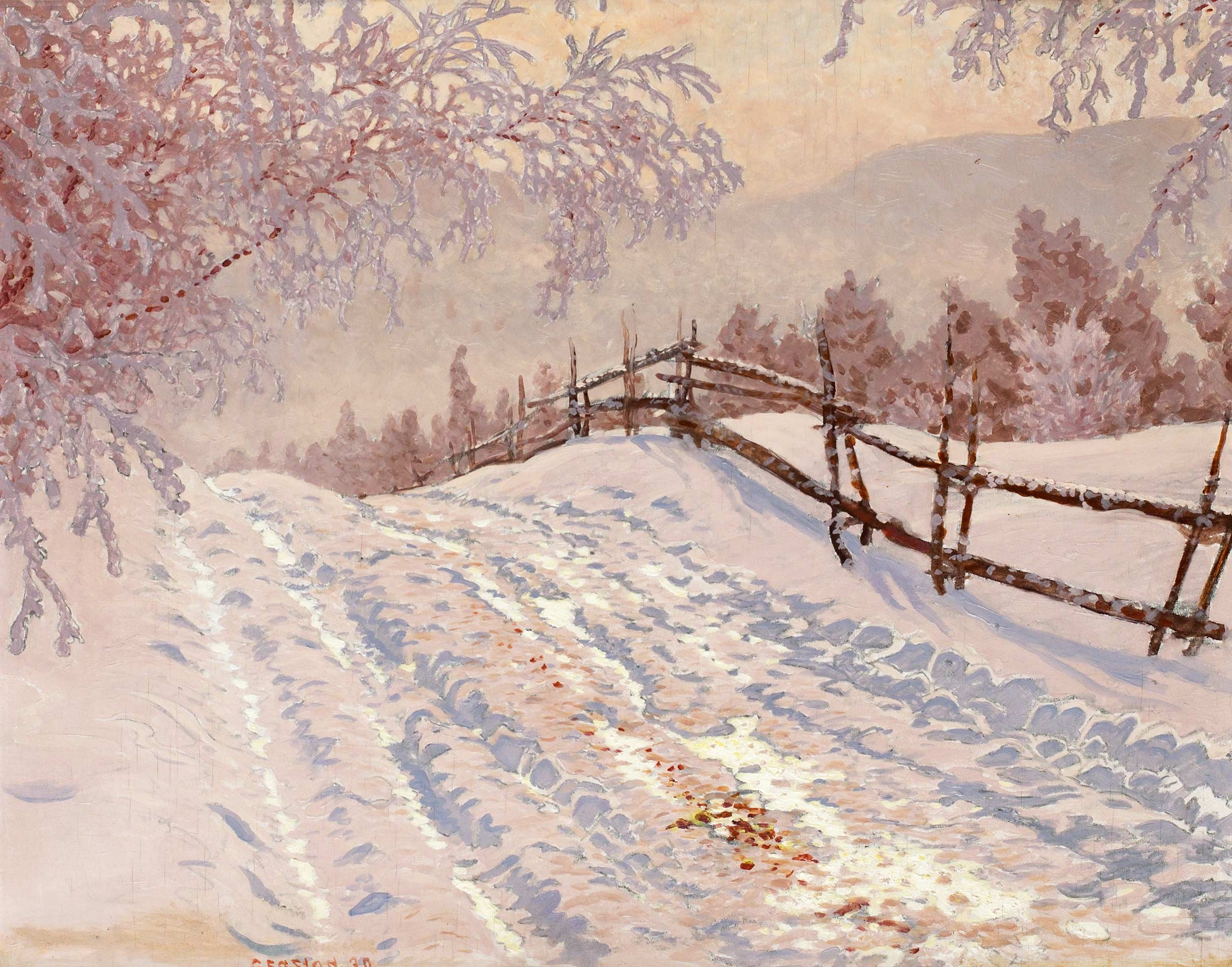
Strada coperta di neve con recinzione (1930)